# Motoshi Iwasaki
Motoshi Iwasaki (jap. 岩崎 基志, Iwasaki Motoshi) ist ein ehemaliger japanischer Skispringer.
Iwasaki bestritt am 12. Januar 1980 sein erstes und einziges Springen im Skisprung-Weltcup. In seiner Heimat Sapporo erreichte er dabei mit dem 15. Platz einen Weltcup-Punkt. Durch diesen einen Punkt belegte er am Ende der Weltcup-Saison 1979/80 gemeinsam mit Sveinung Kirkelund, Rupert Gürtler, Thomas Prosser, Ján Jelenský und seinem Landsmann Nirihiro Konno den 99. Platz in der Weltcup-Gesamtwertung.